# Indra
| |  |  |
| A iconografia de Indra o mostra em cima de seu elefante Airâvata, animal que na tradição hindu é associado a chuva e a prosperidade, além de possuir o relâmpago ou Vajra e espadas (esquerda). No Budismo e Jainismo, Indra mantém seu caráter de deus celeste e protetor do Darma, também é comumente mostrado sobre um elefante (direita). |  |  |

Indra é o deus do céu no Hinduísmo, filho de Aditi com o sábio Caxiapa. Nos Vedas, Indra é o rei dos Deva. Ele é também associado ao clima e o fluxo dos rios. Indra é a principal divindade no Rigueveda. Ele é celebrado por seus poderes, e aquele que mata o grande mal simbólico chamado Vritra, que obstrui a prosperidade e a felicidade da Terra. Vritra era um demônio que personificava a seca, dai o porque de dizer-se no Rigueveda que ele roubou as águas da terra e as 'escondeu' no submundo. Indra destrói Vritra e suas "forças enganadoras", e assim traz a chuva novamente para a humanidade, que mostra o seu papel como divindade relacionada ao clima. Rei de todos os deuses no passado, perdeu importância no período pós-védico. A lenda relata sua fúria quando seus seguidores abandonaram seu culto e passaram a venerar Críxena. Quando Indra enviou uma tempestade para puni-los, eles oraram a Krishna, que ergueu uma montanha para protegê-los da força da tormenta.